# Höwenegg (Naturschutzgebiet)
Das Gebiet Höwenegg ist ein mit Verordnung vom 24. Juni 1983 durch das Regierungspräsidium Freiburg ausgewiesenes Naturschutzgebiet (NSG-Nummer 3.128) in der Gemeinde Immendingen im baden-württembergischen Landkreis Tuttlingen in Deutschland.

## Lage
Das rund 21 Hektar große Naturschutzgebiet „Höwenegg“ gehört zum Naturraum „Hegaualb“. Es liegt ungefähr 2,7 Kilometer südlich der Immendinger Ortsmitte auf einer Höhe von etwa 774 bis zu 798 m ü. NHN und erstreckt sich um den namensgebenden Höwenegg, den nördlichsten der Hegauvulkane, mit dem markanten Kratersee und der Ruine der Burg Immendingen.

## Schutzzweck
Wesentlicher Schutzzweck ist „die Erhaltung des Vulkankomplexes Höwenegg als geologisches Dokument mit einzigartigen Einblicken in die vulkanische Genese und als Lebensraum seltener Tiere und Pflanzen“.

### Zusammenhängende Schutzgebiete
Mit dem Naturschutzgebiet „Höwenegg“ ist das Vogelschutzgebiet „Höwenegg“ (SG-Nr. DE-8018-401) als zusammenhängendes Schutzgebiet ausgewiesen.

## Flora und Fauna
Das Schutzgebiet einschließlich mit dem ehemaligen Steinbruch und der angrenzenden Wälder stellt einen reich strukturierten Biotop dar, Lebensraum für teils seltene Pflanzen- und Tierarten.

### Flora
Vegetationskundlich besonders interessant sind am Höwenegg vor allem die Standorte an den Steinbruchwänden und -sohlen und auf den Basaltblockschutthalden.

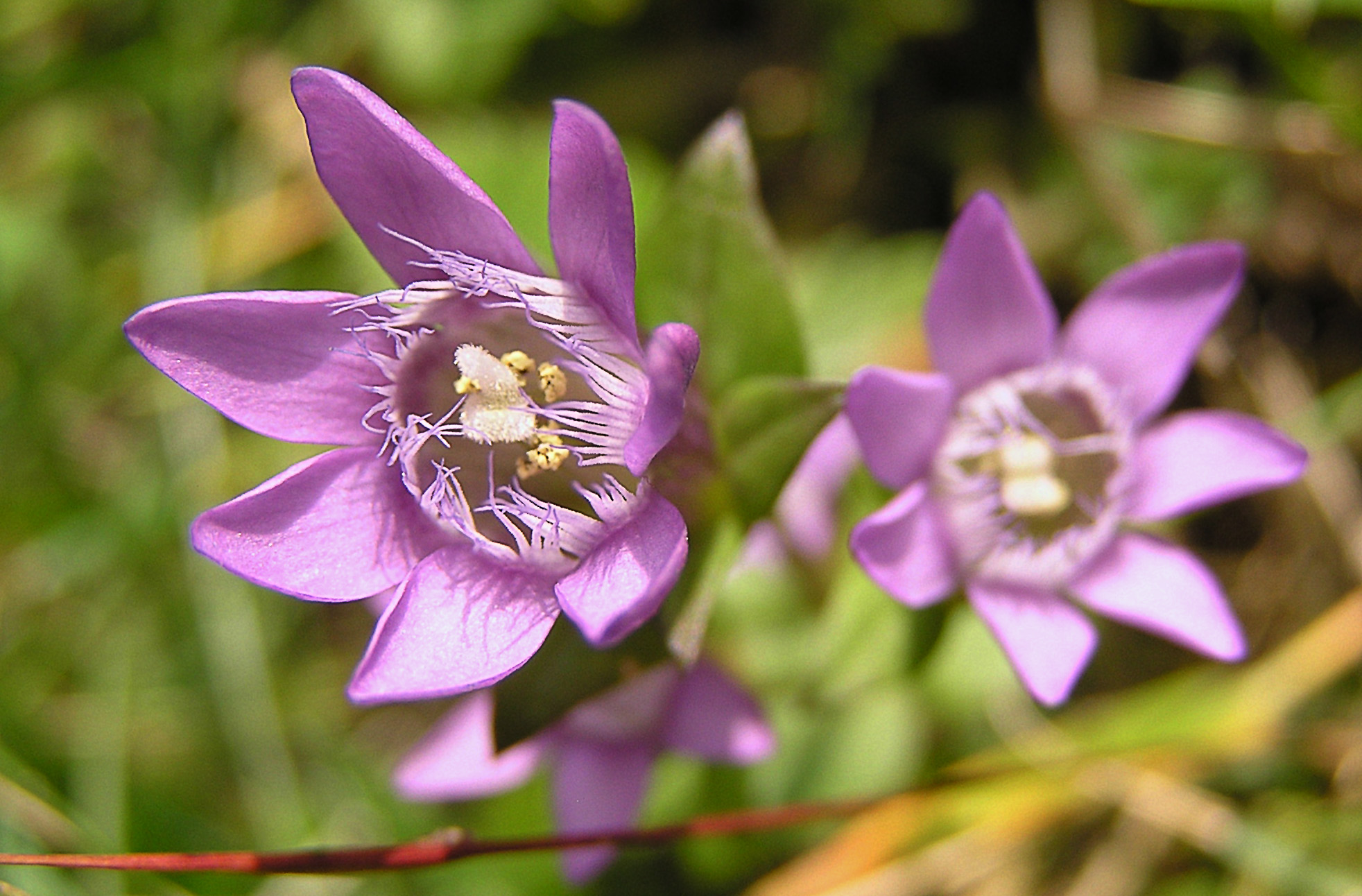
Deutscher Fransenenzian

Folgende Pflanzenarten (Auswahl) sind im Schutzgebiet belegt:
- Acker-Leinkraut (Linaria arvensis)[4]
- Acker-Lichtnelke (Silene noctiflora)[5], auch „Nachtblühendes Leimkraut“ oder „Nachtnelke“ genannt
- Deutscher Fransenenzian (Gentianella germanica)
- Gras-Platterbse (Lathyrus nissolia)
- Mücken-Händelwurz (Gymnadenia conopsea)
- Orientalisches Zackenschötchen (Bunias orientalis)
- Purpur-Knabenkraut (Orchis purpurea)
- Türkenbund (Lilium martagon)
- Weißes Waldvöglein (Cephalanthera damasonium)
- Zweiblättrige Waldhyazinthe (Platanthera bifolia)

### Fauna

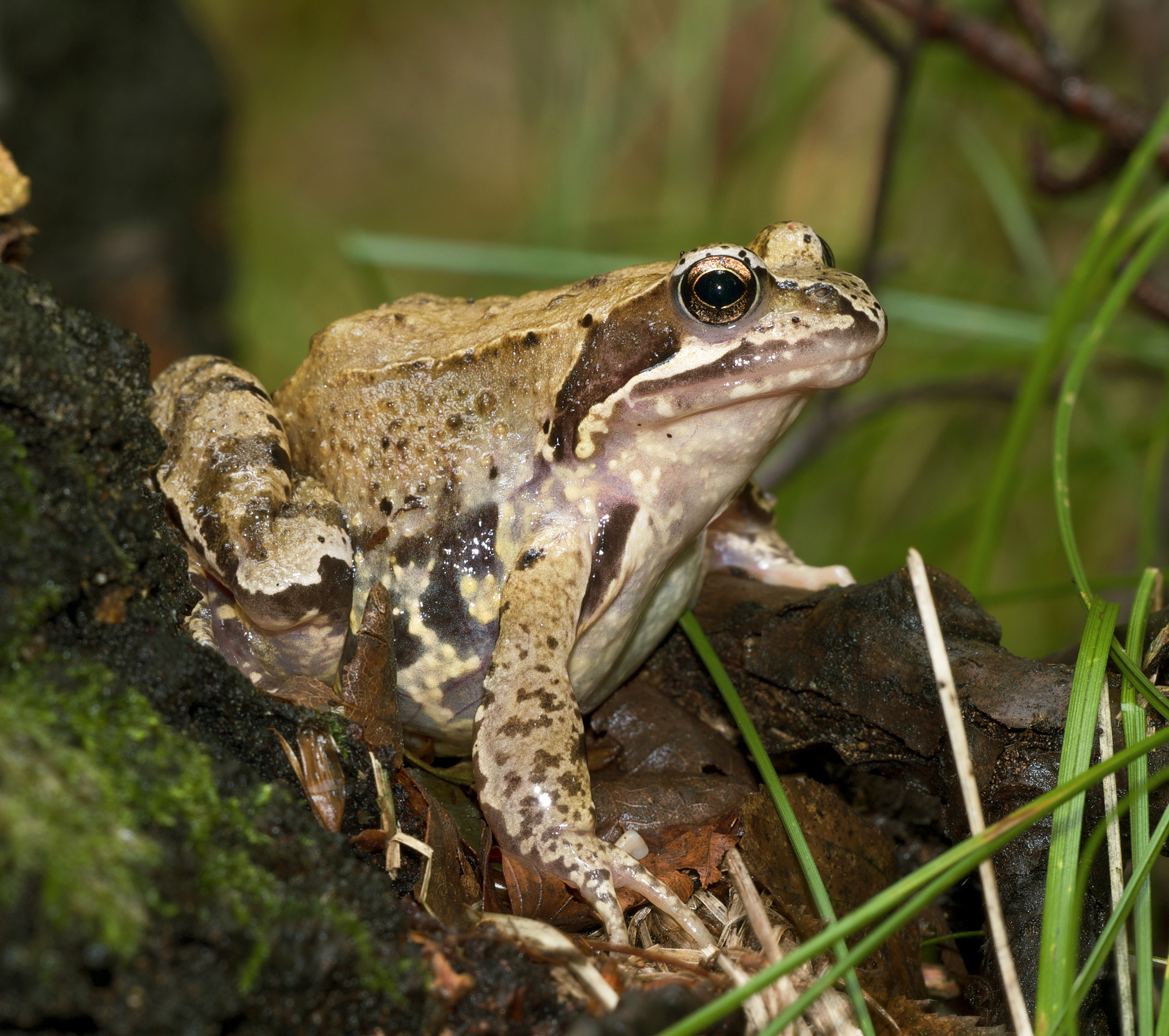
Grasfrosch

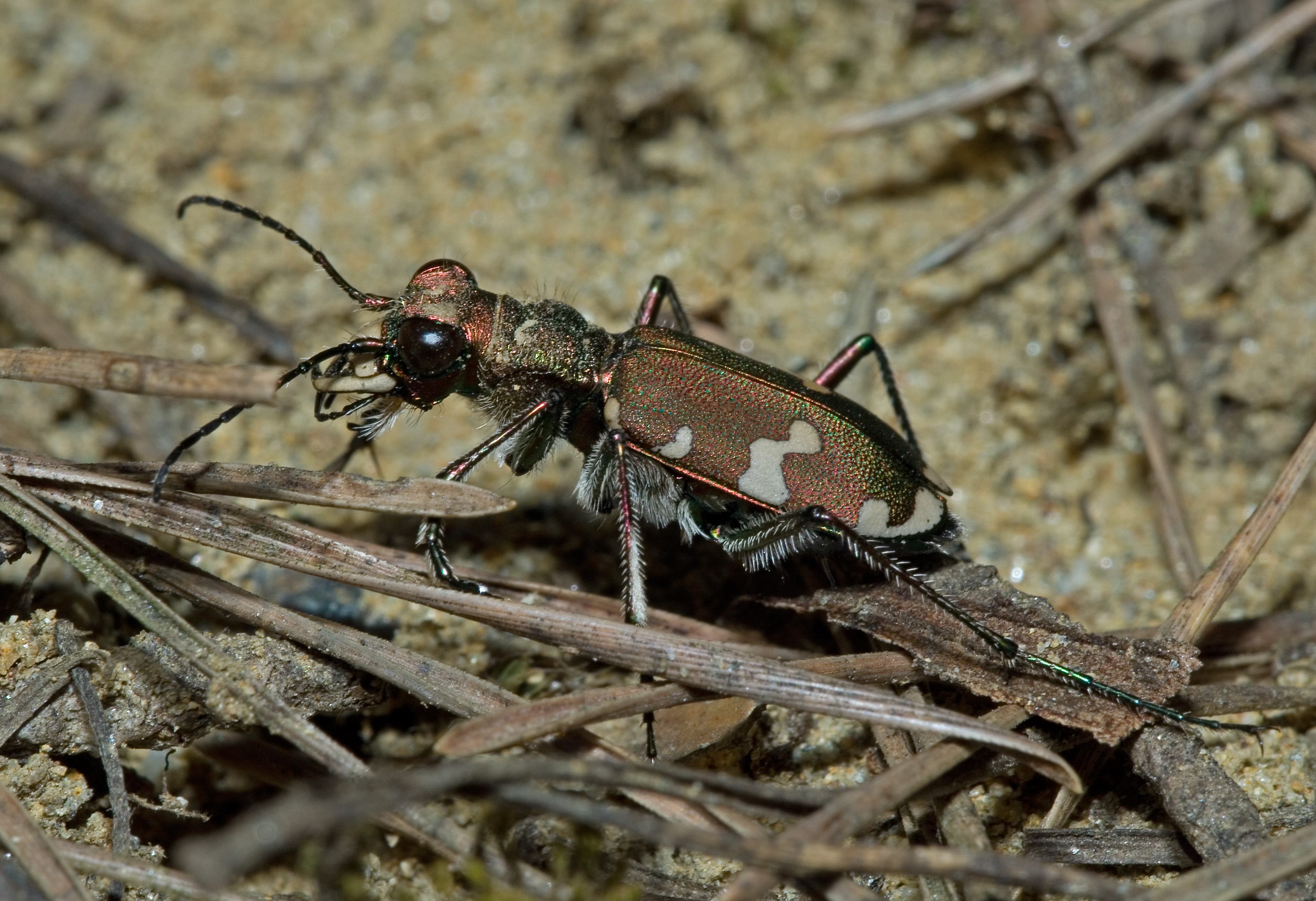
Berg-Sandlaufkäfer

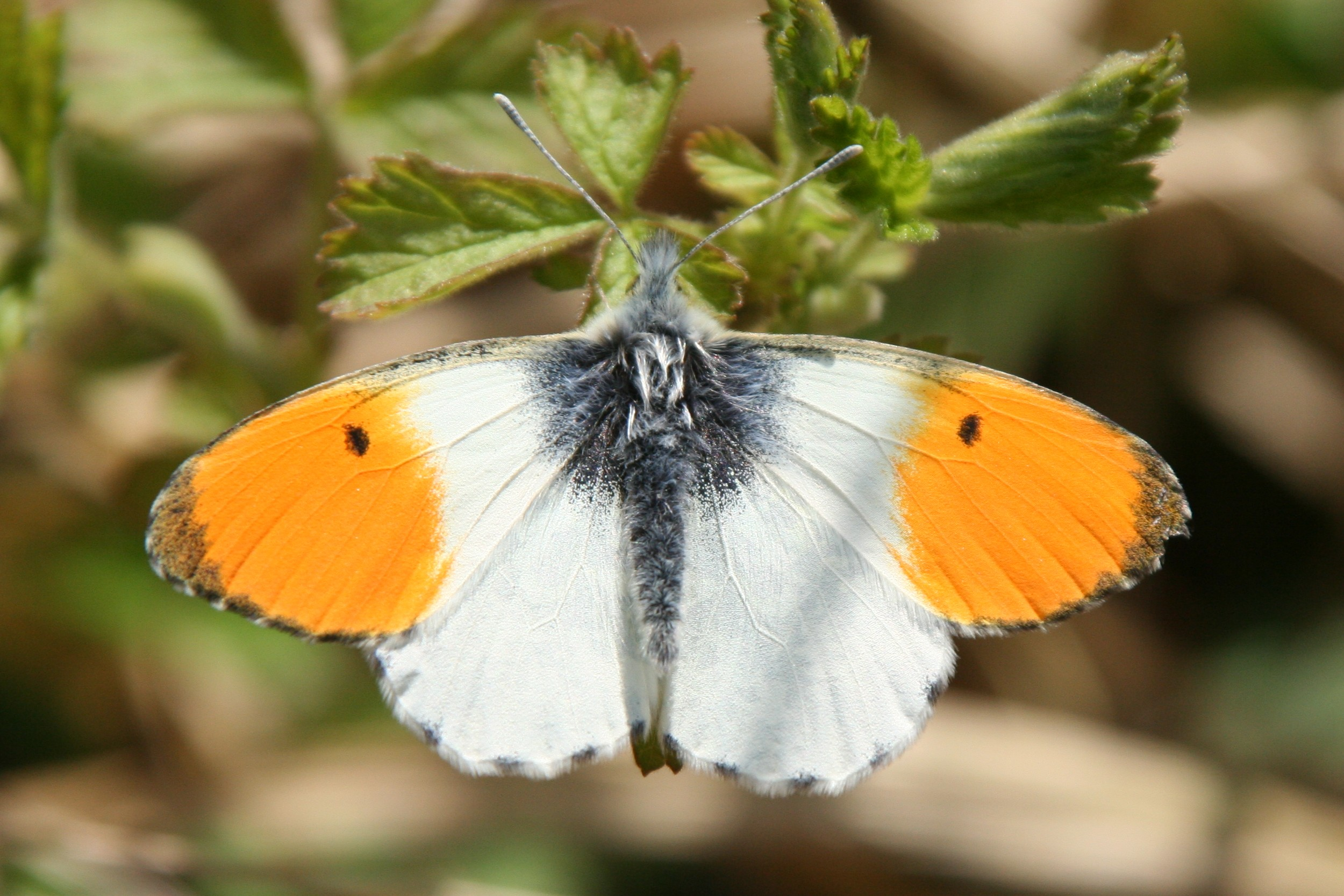
Aurorafalter

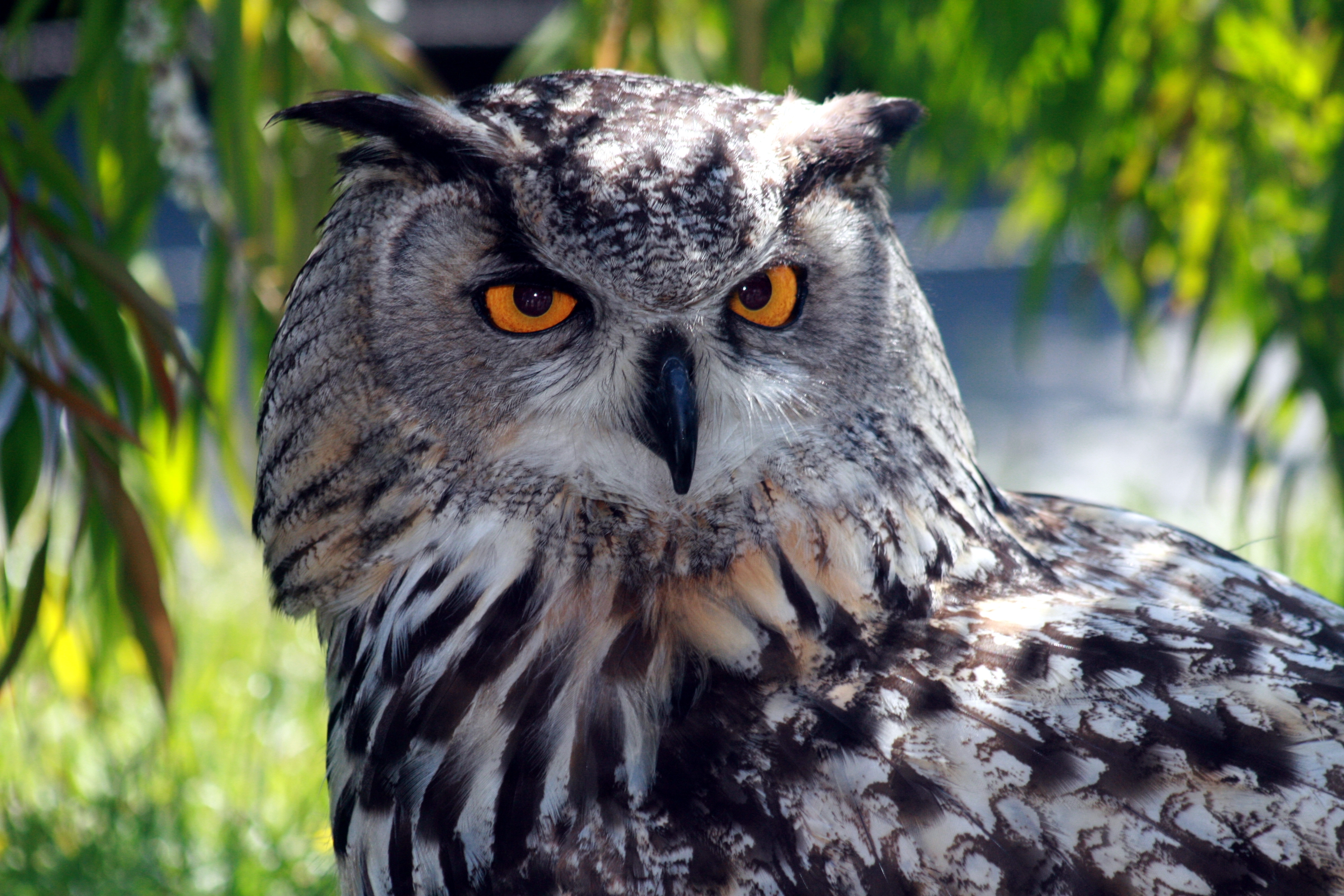
Uhu

Folgende Tierarten (Auswahl) sind im Schutzgebiet belegt:
- Amphibien, vor allem im engeren Kraterbereich vorkommend
  - Bergmolch oder „Alpenmolch“ (Ichthyosaura alpestris)
  - Erdkröte (Bufo bufo)
  - Grasfrosch (Rana temporaria)
  - Kreuzkröte (Epidalea calamita)
- Insekten bevorzugen die sich schnell aufheizenden Steinbruchwände, Blockschutthalden und Ruderalflächen
  - Käfer
    - Berg-Sandlaufkäfer (Cicindela sylvicola)

  - Neuflügler
    - Langfühleriger Schmetterlingshaft (Libelloides longicornis)
    - Libellen-Schmetterlingshaft (Libelloides coccajus)

  - Schmetterlinge
    - Admiral (Vanessa atalanta)
    - Aurorafalter (Anthocharis cardamines)
    - Brauner Waldvogel (Aphantopus hyperantus)
    - Gelbwürfeliger Dickkopffalter (Carterocephalus palaemon)
    - Grüner Zipfelfalter (Callophrys rubi)
    - Kleiner Fuchs (Aglais urticae)
    - Mädesüß-Perlmuttfalter oder „Violetter Silberfalter“ (Brenthis ino)
    - Pflaumen-Zipfelfalter (Satyrium pruni)
    - Rostfarbiger Dickkopffalter (Ochlodes sylvanus)
    - Rotbraunes Wiesenvögelchen (Coenonympha glycerion)
    - Roter Scheckenfalter (Melitaea didyma)
    - Rotrandbär (Diacrisia sannio)
    - Senfweißling, auch „Tintenfleck-Weißling“ oder „Leguminosen-Weißling“ (Leptidea sinapis)
    - Ulmen-Zipfelfalter (Satyrium w-album)
    - Weißbindiges Wiesenvögelchen (Coenonympha arcania)
    - Westlicher Scheckenfalter (Melitaea parthenoides)
    - Zwerg-Bläuling (Cupido minimus)
- Vögel
  - Kolkrabe (Corvus corax), regelmäßig brütend, Vorkommen besonderer Bedeutung in Baden-Württemberg
  - Schwarzspecht (Dryocopus martius)
  - Uhu (Bubo bubo)
  - Wanderfalke (Falco peregrinus)